# Amapá-amargoso
O amapá-amargoso ou amapá (Parahancornia amapa) é uma árvore da família Apocynaceae. Sua madeira é utilizada pelo homem. Possui casca amarga. Seu látex é considerado de uso medicinal contra afeccões pulmonares e feridas na pele.

## Etimologia
O termo "amapá" é originário do termo tupi ama'pá.